# Scopula vanaria
Scopula vanaria är en fjärilsart som beskrevs av Walker 1861. Scopula vanaria ingår i släktet Scopula och familjen mätare. Inga underarter finns listade.